# 无刺贡山悬钩子
无刺贡山悬钩子（学名：Rubus gongshanensis var. qiujiangensis）为蔷薇科悬钩子属下的一个变种。

## 扩展阅读
- 維基物種上的相關：无刺贡山悬钩子